# N-acetillaktozaminid b-1,3-N-acetilglukozaminiltransferaza
N-acetillaktozaminid b-1,3--acetilglukozaminiltransferaza (EC 2.4.1.149, uridin difosfoacetilglukozamin-acetillaktozaminid beta1->3-acetilglukozaminiltransferaza, poli-N-acetillaktozaminski enzim produžavanja, Galbeta1-> beta1->3 N-acetilglukozaminiltransferaza, UDP-GlcNAc:GalR, beta-D-3-N-acetilglukozaminiltransferaza, N-acetillaktozamin beta(1-3)N-acetilglukozaminiltransferaza, UDP-GlcNAc:Galbeta1->4GlcNAcbeta-Rbeta1->3--acetilglukozaminiltransferaza, GnTE, UDP-N-acetil--glukozamin:beta--galaktozil-1,4-N-acetil--glukozamin beta-1,3-acetil--glukozaminiltransferaza) je enzim sa sistematskim imenom UDP-N-acetil--glukozamin:beta--galaktozil-(1->4)--acetil--glukozamin 3-beta-N-acetil--glukozaminiltransferaza. Ovaj enzim katalizuje sledeću hemijsku reakciju
UDP--acetil--glukozamin + beta-D-galaktozil-(1->4)--acetil--glukozaminil-R {\displaystyle \rightleftharpoons } UDP + N-acetil-beta-D-glukozaminil-(1->3)-beta-D-galaktozil-(1->4)--acetil--glukozaminil-R
Ovaj enzim deluje na beta-galaktozil-1,4-N-acetilglukozaminil terminus na asijalo-alfa1-kiselinskom glikoproteinu i drugim glikoproteinima i oligosaharidima.

## Literatura
- Nicholas C. Price; Lewis Stevens (1999). Fundamentals of Enzymology: The Cell and Molecular Biology of Catalytic Proteins (Third изд.). USA: Oxford University Press. ISBN 019850229X.
- Eric J. Toone (2006). Advances in Enzymology and Related Areas of Molecular Biology, Protein Evolution (Volume 75 изд.). Wiley-Interscience. ISBN 0471205036.
- Branden C; Tooze J. Introduction to Protein Structure. New York, NY: Garland Publishing. ISBN 0-8153-2305-0.
- Irwin H. Segel. Enzyme Kinetics: Behavior and Analysis of Rapid Equilibrium and Steady-State Enzyme Systems (Book 44 изд.). Wiley Classics Library. ISBN 0471303097.

## Spoljašnje veze
- N-acetyllactosaminide+beta-1,3-N-acetylglucosaminyltransferase на 